# Harmony Tan
Harmony Tan (* 11. September 1997 in Paris) ist eine französische Tennisspielerin.

## Karriere
Tan begann mit sechs Jahren das Tennisspielen. 2012 gab sie ihr Debüt auf dem ITF Women’s Circuit. 2014 erhielt sie für die Qualifikation des WTA-Challenger-Turniers in Limoges erstmals eine Wildcard für ein Turnier der WTA Challenger Series. Im Jahr darauf erhielt sie vom französischen Tennisverband eine für die Qualifikation der French Open 2015, jedoch schied sie bei ihrem ersten Start bei einem Grand-Slam-Turnier chancenlos in der ersten Runde aus. Im September desselben Jahres holte sie dann auf der ITF Tour ihren ersten Profititel.
2018 stand Tan bei den US Open, ebenfalls mit einer Wildcard ausgestattet, erstmals in der Hauptrunde eines Grand-Slam-Turniers. In der ersten Runde musste sie sich dort allerdings Eugenie Bouchard geschlagen geben. Anschließend gewann sie bei einem ITF-Turnier der $25.000-Kategorie ihren bis dahin größten Titel sowie ihren sechsten insgesamt. In der darauffolgenden Saison konnte Tan sich in San José zum ersten Mal aus eigener Kraft für des Hauptfeld eines WTA-Turniers qualifizieren und unterlag in der ersten Runde Wiktoryja Asaranka.
Nachdem Tan Anfang 2021 in Andrézieux-Bouthéon bei einem ITF-Turnier der $60.000-Kategorie zunächst ihren bislang größten Titel errang, gewann sie in Bogotá als Qualifikantin ihre ersten Partien auf der WTA Tour und rückte bis ins Halbfinale vor. Bei den French Open konnte sie gegen Alizé Cornet ihren ersten Hauptrundensieg bei einem Grand-Slam-Turnier überhaupt feiern. In der zweiten Jahreshälfte unterlag Tan im Endspiel eines ITF-Turniers der $60.000-Kategorie, bevor sie zum Jahresausgang bei einem Turnier der $25.000-Kategorie ihren achten Titel holte. Durch den Einzug in die zweite Runde der Australian Open, gelang Tan zu Beginn der Saison 2022 der Sprung unter die besten 100 der Tennisweltrangliste.
Im Jahr 2022 spielte Tan erstmals für die französische Billie-Jean-King-Cup-Mannschaft; wobei sie ihr bislang einziges Match verlor.

## Turniersiege

### Einzel
| Nr. | Datum              | Turnier               | Kategorie   | Belag             | Finalgegnerin           | Ergebnis       |
| --- | ------------------ | --------------------- | ----------- | ----------------- | ----------------------- | -------------- |
| 1.  | 26. September 2015 | Algier                | ITF $10.000 | Sand              | Amandine Cazeaux        | 7:5, 7:5       |
| 2.  | 20. August 2016    | Medellin              | ITF $10.000 | Sand              | Fernanda Brito          | 6:2, 7:5       |
| 3.  | 1. Oktober 2016    | Melilla               | ITF $10.000 | Sand              | Maria José Luque Moreno | 7:64, 6:4      |
| 4.  | 27. März 2017      | Óbidos                | ITF $15.000 | Teppich           | Maria José Luque Moreno | 6:3, 6:75, 6:3 |
| 5.  | 11. März 2018      | Campinas              | ITF $15.000 | Sand              | Alice Ramé              | 6:2, 6:0       |
| 6.  | 14. Oktober 2018   | Cherbourg-en-Cotentin | ITF $25.000 | Hartplatz (Halle) | Loudmilla Bencheikh     | 7:65, 6:3      |
| 7.  | 31. Januar 2021    | Andrézieux-Bouthéon   | ITF W60     | Hartplatz (Halle) | Jaqueline Cristian      | 3:6, 6:2, 6:1  |
| 8.  | 10. Oktober 2021   | Loulé                 | ITF W25     | Hartplatz         | Ellen Perez             | 6:4, 6:4       |
| 9.  | 22. Oktober 2023   | Faro                  | ITF W25     | Hartplatz         | Manon Léonard           | 6:0, 6:2       |
| 10. | 3. März 2024       | Mâcon                 | ITF W50     | Hartplatz (Halle) | Audrey Albié            | 6:2, 6:0       |
| 11. | 4. Mai 2025        | Yecla                 | ITF W50     | Hartplatz         | Darija Snihur           | 3:6, 6:3, 6:1  |

### Doppel
| Nr. | Datum            | Turnier  | Kategorie | Belag             | Partnerin      | Finalgegnerinnen                  | Ergebnis |
| --- | ---------------- | -------- | --------- | ----------------- | -------------- | --------------------------------- | -------- |
| 1.  | 27. Oktober 2019 | Poitiers | ITF W80   | Hartplatz (Halle) | Amandine Hesse | Tayisiya Morderger Yana Morderger | 6:4, 6:2 |

## Abschneiden bei Grand-Slam-Turnieren

### Einzel
| Turnier         | 2015 | 2016 | 2017 | 2018 | 2019 | 2020 | 2021 | 2022 | 2023 | 2024 | Karriere |
| --------------- | ---- | ---- | ---- | ---- | ---- | ---- | ---- | ---- | ---- | ---- | -------- |
| Australian Open | —    | —    | —    | —    | —    | —    | Q3   | 2    | Q1   | Q1   | 2        |
| French Open     | Q1   | —    | Q1   | Q3   | 1    | 1    | 2    | 1    | Q1   | Q2   | 2        |
| Wimbledon       | —    | —    | —    | —    | —    |      | Q2   | AF   | —    | Q2   | AF       |
| US Open         | —    | —    | —    | 1    | Q1   | —    | Q3   | 1    | Q1   | Q1   | 1        |

Zeichenerklärung: S = Turniersieg; F, HF, VF, AF = Einzug ins Finale / Halbfinale / Viertelfinale / Achtelfinale; 1, 2, 3 = Ausscheiden in der 1. / 2. / 3. Hauptrunde; Q1, Q2, Q3 = Ausscheiden in der 1. / 2. / 3. Qualifikationsrunde; nicht ausgetragen

### Doppel
| Turnier         | 2017 | 2018 | 2019 | 2020 | 2021 | 2022 | 2023 | 2024 | 2025 | Karriere |
| --------------- | ---- | ---- | ---- | ---- | ---- | ---- | ---- | ---- | ---- | -------- |
| Australian Open | —    | —    | —    | —    | —    | —    | —    | —    | —    | —        |
| French Open     | 1    | —    | —    | 1    | 1    | 1    | —    | 1    | 1    | 1        |
| Wimbledon       | —    | —    | —    |      | —    | —    | —    | —    |      | —        |
| US Open         | —    | —    | —    | —    | —    | —    | —    | —    |      | —        |